# Nationaal park Tasman
Het Nationaal park Tasman is een nationaal park in Australië en ligt 56 kilometer ten oosten van Hobart. Aan de kustlijn zijn vele spectaculaire rotsformaties te zien. Aan de zuidkant van het park bevinden zich enkele van de hoogste kliffen van Australië, waaronder Kaap Pillar (zie afbeelding), Kaap Hauy en Kaap Raoul. Het Tasmaneiland maakt deel uit van het park.
Ben Lomond · 
Cradle Mountain-Lake St Clair · 
Douglas-Apsley · 
Franklin-Gordon Wild Rivers · 
Freycinet · 
Hartz Mountains · 
Kent Group · 
Maria Island · 
Mole Creek Karst · 
Mount Field · 
Mount William · 
Narawntapu · 
Rocky Cape · 
Savage River · 
South Bruny · 
Southwest · 
Strzelecki · 
Tasman · 
Walls of Jerusalem
Nationale parken in: AUS · NSW · NT · QLD · SA · TAS · VIC · WA